# Aéroport industriel de Drayton Valley
L'aéroport industriel de Drayton Valley est un aéroport situé en Alberta, au Canada.